# Сахьянова Марія Михайлівна
Марія Михайлівна Сахьянова (5 січня 1896, улус Шибертуй Балаганського повіту Іркутської губернії, тепер в зоні затоплення Братського водосховища Іркутської області, Російська Федерація — січень 1981, місто Москва, тепер Російська Федерація) — радянська партійна діячка, відповідальний секретар Бурят-Монгольського обласного комітету ВКП(б). Член Центральної контрольної комісії ВКП(б) у 1927—1934 роках. Член Комісії партійного контролю при ЦК ВКП(б) у 1934—1939 роках. Депутат Верховної Ради СРСР 1-го скликання.

## Життєпис
Народилася в родині селянина-бідняка в селі Шибертуй (за іншими даними — Більчир) Балаганського повіту Іркутської губернії. У 1914 році закінчила двокласне училище і церковновчительську школу в селі Малишевка Балаганського повіту.
З 1915 по 1916 рік — вільна слухачка на вищих жіночих курсах імені П.Ф. Лесгафта в Петрограді, закінчила перший курс. Брала участь у роботі студентської фракції Петроградської організації РСДРП(б), в об'єднаному студентському і робітничому Червоному Хресті допомоги засланим і ув'язненим. У вересні 1915 року вступила до студентського марксистського гуртка.
Член РСДРП(б) з лютого 1916 року.
У вересні — грудні 1916 року — статистик каси хворих Путиловського заводу Петрограда.
У грудні 1916 році була заарештована, амністована 6 березня 1917 року.
З березня по травень 1917 року — секретар II-го Міського районного комітету РСДРП(б) міста Петрограда.
Влітку 1917 року повернулася до Іркутської губернії. У липні — жовтні 1917 року — інструктор-статистик статистичного управління Балаганського повіту.
У жовтні 1917 — березні 1918 року — секретар Іркутського губернського комітету РКП(б). Брала участь у грудневих боях 1917 року в Іркутську.
На початку 1918 року створила в Іркутську першу більшовицьку групу бурят-монгольських комуністів. З березня по серпень 1918 року — завідувач сектора при організаційному відділі Центросибіру із організації радянської влади в бурят-монгольських улусах. 
Влітку 1918 року, в зв'язку з тимчасовим падінням радянської влади в Сибіру, пішла в підпілля. З листопада 1918 по квітень 1919 року — на підпільній партійній роботі в Далекосхідному крайовому комітеті РКП(б).
У квітні 1919 — лютому 1920 року — секретар Далекосхідного крайового комітету РКП(б). У лютому — серпні 1920 року — завідувач іноземного відділу Далекосхідного крайового комітету РКП(б).
У вересні 1920 — квітні 1921 року за завданням Комінтерну перебувала на нелегальній революційній роботі в Китаї.
У квітні — червні 1921 року — партійний працівник Далекосхідного секретаріату Комінтерну в місті Іркутську. З червня 1921 по січень 1922 року хворіла, проживала в Іркутську, Москві та в Криму.
У січні 1922 — вересні 1923 року — слухач Комуністичного університету імені Свердлова в Москві.
У листопаді 1923 — листопаді 1924 року — завідувач відділу культурно-просвітницької роботи Бурят-Монгольського обласного комітету РКП(б).
25 листопада 1924 — 6 грудня 1928 року — відповідальний секретар Бурят-Монгольського обласного комітету ВКП(б).
У січні — вересні 1929 року — відповідальний інструктор ЦК ВКП(б) у Москві.
З вересня 1929 по травень 1932 року навчалася в Інституті Червоної професури в Москві.
У травні 1932 — січні 1934 року — відповідальний інструктор ЦК ВКП(б) у Москві. У 1930-х роках входила до редколегії журналу «Революція і національності».
У лютому 1932 — червні 1936 року — член сільськогосподарської групи Комісії партійного контролю при ЦК ВКП(б) у Москві.
У червні 1936 — січні 1938 року — уповноважена Комісії партійного контролю при ЦК ВКП(б) по Чуваській АРСР.
У січні 1938 — квітні 1939 року — член групи легкої промисловості Комісії партійного контролю при ЦК ВКП(б) у Москві.
У квітні — листопаді 1939 року — директор радгоспу імені Ф. Лассаля в селі Нечаєвка Мокшанського району Пензенської області.
З листопада 1939 по січень 1940 року проживала в Москві, не працювала.
У січні 1940 — червні 1941 року — завідувач партійного кабінету, в червні — жовтні 1941 року — завідувач особливого сектора Сокольницького районного комітету ВКП(б) міста Москви.
У жовтні 1941 — лютому 1942 року — в евакуації, лектор Чуваського обласного комітету ВКП(б) у місті Чебоксарах.
З лютого по травень 1942 року проживала в Москві, не працювала.
У травні 1942 — березні 1943 року — відповідальний секретар Ростокинської районної комісії із складання хроніки оборони Москви.
З березня по грудень 1943 року проживала в Москві, не працювала.
У грудні 1943 — липні 1947 року — лектор Центрального будинку культури залізничників у Москві.
У липні 1947 — вересні 1949 року — на пенсії в Москві.
У вересні 1949 — червні 1951 року — молодший науковий співробітник секретаріату Головної редакції видавництва «Історія громадянської війни в СРСР» при видавництві «Держполітвидав» у Москві.
У червні 1951 — квітні 1952 року — молодший науковий співробітник, у квітні 1952 — грудні 1953 року — в.о. старшого наукового співробітника, в грудні 1953 — листопаді 1956 року — старший науковий співробітник Інституту Маркса-Енгельса-Леніна-Сталіна при ЦК ВКП(б) (КПРС).
З листопада 1956 року — персональний пенсіонер союзного значення в Москві.
Померла в січні 1981 року в місті Москві, похована на міському цвинтарі міста Улан-Уде.

## Нагороди
- два ордени Леніна (22.03.1933, 4.08.1956)
- Почесний громадянин міста Улан-Уде